# COVID-19 в Гвиане
Первый случай заболевания COVID-19 во Французской Гвиане был зафиксирован 4 марта 2020 года.

## Общие сведения
12 января 2020 года Всемирная организация здравоохранения (ВОЗ) подтвердила, что новый коронавирус стал причиной респираторного заболевания в группе людей в городе Ухань (провинция Хубэй, Китай), о котором ВОЗ узнала 31 декабря 2019 года
Летальность от COVID-19 намного ниже, чем у SARS, пандемия которого произошла в 2003 году, однако заразность нового заболевания намного выше, что приводит к повышенной смертности.

## Хронология

### Март
4 марта во Французской Гвиане подтвердились пять случаев COVID-19, все в Сен-Лоран-дю-Марони.
6 марта Гвианский космический центр приостановил запуски.
15 марта Президент Республики объявил о карантине. Запрещается выходить из дома, кроме покупок продуктов питания, поездок на работу, доступу к здравоохранению и физический упражнений в пределах 1 км от дома.
Марк дель Гранде, Префект Французской Гвианы, объявил о закрытии границ с Суринамом и Бразилией, обязательном 14-дневном карантине для лиц, приезжающих из-за границы, и комендантском часе с 21:00 до 05:00.
22 марта все пассажирские авиаперевозки были прекращены с 00:00.
24 марта Мари-Лор Финера-Хорт, мэр Кайенны, ввела комендантский час с 20:00 до 05:00, в отличие от остальной части региона.
30 марта тест члена сестринского персонала в доме престарелых в Кайенне дал положительный результат.

### Апрель
4 апреля тест лаборанта из центра больницы имени Андре-Роземона дал положительный результат.
Состоянием на 7 апреля было зарегистрировано 77 случаев, 34 человека выздоровели. Затронутые районы — Сен-Лоран, Куру, Кайенна и Марипасула. Группа Бернана Айю безвозмездно передала 1 300 000 масок для Мартиники, Гваделупы, Гвианы и Реюньона.
9 апреля 2020 года Европейский союз объявил о выделении гранта в размере 8 млн евро, который будет использоваться Карибским агентством общественного здравоохранения. Французская Гвиана является одним из 24 членов CARPHA.
Группа из 13 случаев была обнаружена в селе коренных народов Сесилия в Матури. 13 из 16 исследованных проб дали положительный результат. Префект приказал ограничить въезд/выезд в поселение.
10 апреля был опубликован доклад Учёного совета об эволюции коронавируса в заморских территориях, в котором содержится призыв к строгому карантину, удвоению вместимости больниц.
11 апреля Франция и Суринам объявили о совместных усилиях по предотвращению незаконного пересечения реки Марони, разделяющей Суринам и Французскую Гвиану, и установили КПП в Сен-Лоран-дю-Марони и Альбине. 13 апреля Префект мобилизовал армию для охраны реки на протяжении всей её длины.
12 апреля доктор Атем Каллель объявил, что пациент, который находился в ОРИТ со 2 апреля, был выписан. В реанимации не осталось пациентов.
13 апреля возникают опасения по поводу взвинчивания цен, однако Жиль Клаус, директор Carrefour Матури, отвергает обвинения.
15 апреля поступило сообщение о том, что после вспышки в Сесилии несколько деревень коренных народов, в основном расположенных в Матури и Макурии, добровольно самоизолировались.

## Статистика
| Дата        | Кол-во случаев | Выздоровели | Умерли |
| ----------- | -------------- | ----------- | ------ |
| 4-10 марта  | 5              | 0           | 0      |
| 11-12 марта | 6              | 0           | 0      |
| 13-14 марта | 7              | 3           | 0      |
| 15-17 марта | 11             | 3           | 0      |
| 18-19 марта | 15             | 5           | 0      |
| 20 марта    | 18             | 6           | 0      |
| 21 марта    | 19             | 6           | 0      |
| 22 марта    | 20             | 6           | 0      |
| 23 марта    | 23             | 6           | 0      |
| 24 марта    | 27             | 6           | 0      |
| 25 марта    | 30             | 10          | 0      |
| 26 марта    | 31             | 10          | 0      |
| 27 марта    | 34             | 10          | 0      |
| 28 марта    | 37             | 15          | 0      |
| 29 марта    | 43             | 15          | 0      |
| 30 марта    | 46             | 15          | 0      |
| 31 марта    | 51             | 15          | 0      |
| 1 апреля    | 55             | 18          | 0      |
| 2 апреля    | 57             | 22          | 0      |
| 3 апреля    | 61             | 27          | 0      |
| 4 апреля    | 66             | 27          | 0      |
| 5 апреля    | 68             | 27          | 0      |
| 6 апреля    | 72             | 34          | 0      |
| 7 апреля    | 77             | 34          | 0      |
| 8 апреля    | 83             | 43          | 0      |
| 9 апреля    | 84             | 49          | 0      |
| 10 апреля   | 86             | 51          | 0      |
| 11 апреля   | 86             | 51          | 0      |
| 12 апреля   | 88             | 53          | 0      |
| 13 апреля   | 88             | 53          | 0      |
| 14 апреля   | 95             | 61          | 0      |